# ORANGE (175Rの曲)
「ORANGE」（オレンジ）は、175Rのメジャー6枚目のシングルである。MCU（KICK THE CAN CREW）とのコラボレーション。

## 収録曲
1. ORANGE
  - 作詞：SHOGO／作曲：SHOGO&MCU／編曲：175R、佐久間正英
2. 1085
  - 作詞・作曲：SHOGO／編曲：175R